# Voszhod–1

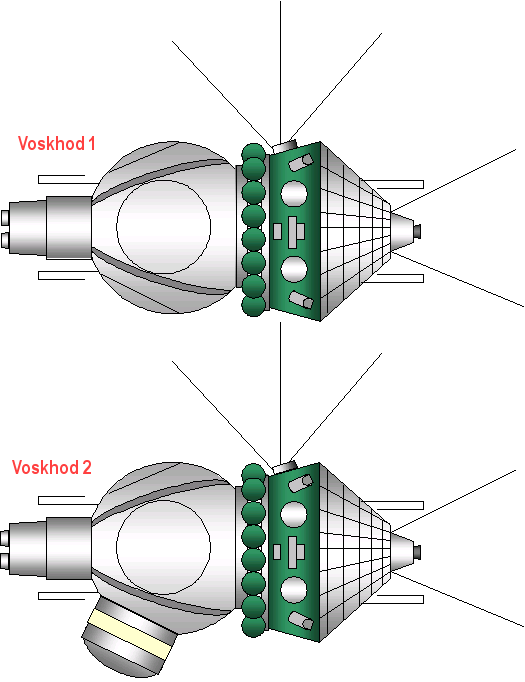
A Voszhod-1 (felül) és Voszhod-2 űrhajó. A jól látható különbözőség a Voszhod–2 felfújható zsilipkamrája

A Voszhod–1 (oroszul Восход-1, jelentése: napfelkelte) volt a szovjet űrprogram első többszemélyes űrrepülése, melyet a Voszhod űrhajóval hajtottak végre. A repülés különlegessége, hogy ez volt az első olyan űrrepülés, ahol a személyzet két tagja civil volt, mivel addig mind a szovjet, mind az amerikai programokban csak vadászpilóták vettek részt. Első volt abban is, hogy helytakarékossági okokból több biztonsági rendszert elhagytak, például az űrhajósok szkafanderét.

## Előzmények
A Vosztok-küldetések után az akkor még a nyilvánosság előtt ismeretlen űrhajózási tervező, Szergej Koroljov olyan űrhajó továbbfejlesztésén gondolkodott, amely megengedte volna a hosszabb űrutazást és a több mint egyfős személyzetet. Ezek a kutatások vezettek a Szojuz-űrhajó megtervezéséhez, amivel Föld körüli vagy Hold körüli utakat is lehetett tenni vagy akár leszállni a Holdon. A Szojuz-program késlekedése miatt azonban Nyikita Hruscsov elnök határozott utasítására a többemberes űrrepülést másképpen kellett megoldani, még az amerikai Gemini–3 1965 elejére tervezett útja előtt.
Mivel a Szojuz-programot nem tudták felgyorsítani, ezért Koroljov egy továbbfejlesztett Vosztokkal állt elő. De hogy az amerikaiakat túlszárnyalják, és két ember helyett (ahogy az amerikaiak tervezték) három ember utazhasson, ezért minden „elhagyható” tartozékot eltávolítottak az űrhajóból (köztük a mentési helyzetben alkalmazható rakétát), és a személyzet emiatt űrruha nélkül utazott (ami szintén növelte a kockázatot). Ugyanakkor azonban a Voszhodnak volt tartalékrakétája, amit visszatéréskor használhattak. A Voszhod tökéletlenségei ellenére akadt hét olyan jelentkező, akik részt vettek az űrhajós-kiképzésben és szembenéztek az űrhajózás történetének addigi legkockázatosabb emberes űrrepülésével.
A három kiválasztott: Vlagyimir Komarov tudós (parancsnok), Konsztantyin Feoktyisztov (akiről később kiderült, hogy egyike volt a Vosztok tervezőinek), és Borisz Jegorov orvos.
Pamutból készült overálokban és bőrből készült repülős sisakokban érkeztek meg az indítás helyszínére, az SL-4 rakéta első emberes repülésének végrehajtására, aminek egyetlen, sikeres tesztje a Koszmosz–47 jelű küldetés volt. Bajkonuri idő szerint 12:30-kor (7:30 UTC) emelkedtek fel a Föld körüli, 400 km maximális magasságú pályára.
A nyugati média hisztérikusan reagált. Tudósításaik szerint „az oroszok egy hatalmas, új űrhajót bocsátottak fel, melynek fedélzetén egy tudós és egy orvos is van, akik kísérleteket hajtanak végre, mialatt a parancsnok az űrhajót irányítja.” A valóságban a hely annyira szűk volt az űrhajóban, hogy még az étkezés és a pelenkahasználat is nehézségekbe ütközött, nem is beszélve az esetleges „kísérletek” kivitelezéséről, bár Jegorov végrehajtott néhány alapvető orvosi ellenőrzést.
Hruscsov azonban megkapta azt a propagandasikert, amire szüksége volt, de a Földön éppen ekkor zajlott le a Brezsnyev–Koszigin-hatalomátvétel, és már ők voltak azok, akik a sikeresen földet ért szerencsés űrhajósoknak gratuláltak.
A személyzet Kosztanajtól keletre 330 km-re ért földet.
Ez a küldetés volt a legrövidebb a háromemberes űrrepülések történetében.

## Személyzet
- Vlagyimir Mihajlovics Komarov parancsnok (Szovjet Légierő)
- Borisz Boriszovics Jegorov orvos
- Konsztantyin Petrovics Feoktyisztov fedélzeti mérnök (az űrhajó egyik tervezője)